# Бур Мадам
Бур Мадам (фр. Bourg-Madame, кат. la Guingueta d'Ix) насеље је и општина у јужној Француској у региону Лангдок-Русијон, у департману Источни Пиринеји која припада префектури Прад.
По подацима из 2011. године у општини је живело 1311 становника, а густина насељености је износила 167,01 становника/km². Општина се простире на површини од 7,85 km². Налази се на средњој надморској висини од 1 130 метара (максималној 1.235 m, а минималној 1.130 m).

## Демографија
| 1962. | 1968. | 1975. | 1982. | 1990. | 1999. | 2011. |
| ----- | ----- | ----- | ----- | ----- | ----- | ----- |
| 766   | 821   | 1.120 | 1.257 | 1.238 | 1.166 | 1.311 |

График промене броја становника у току последњих година